# 企鵝棋

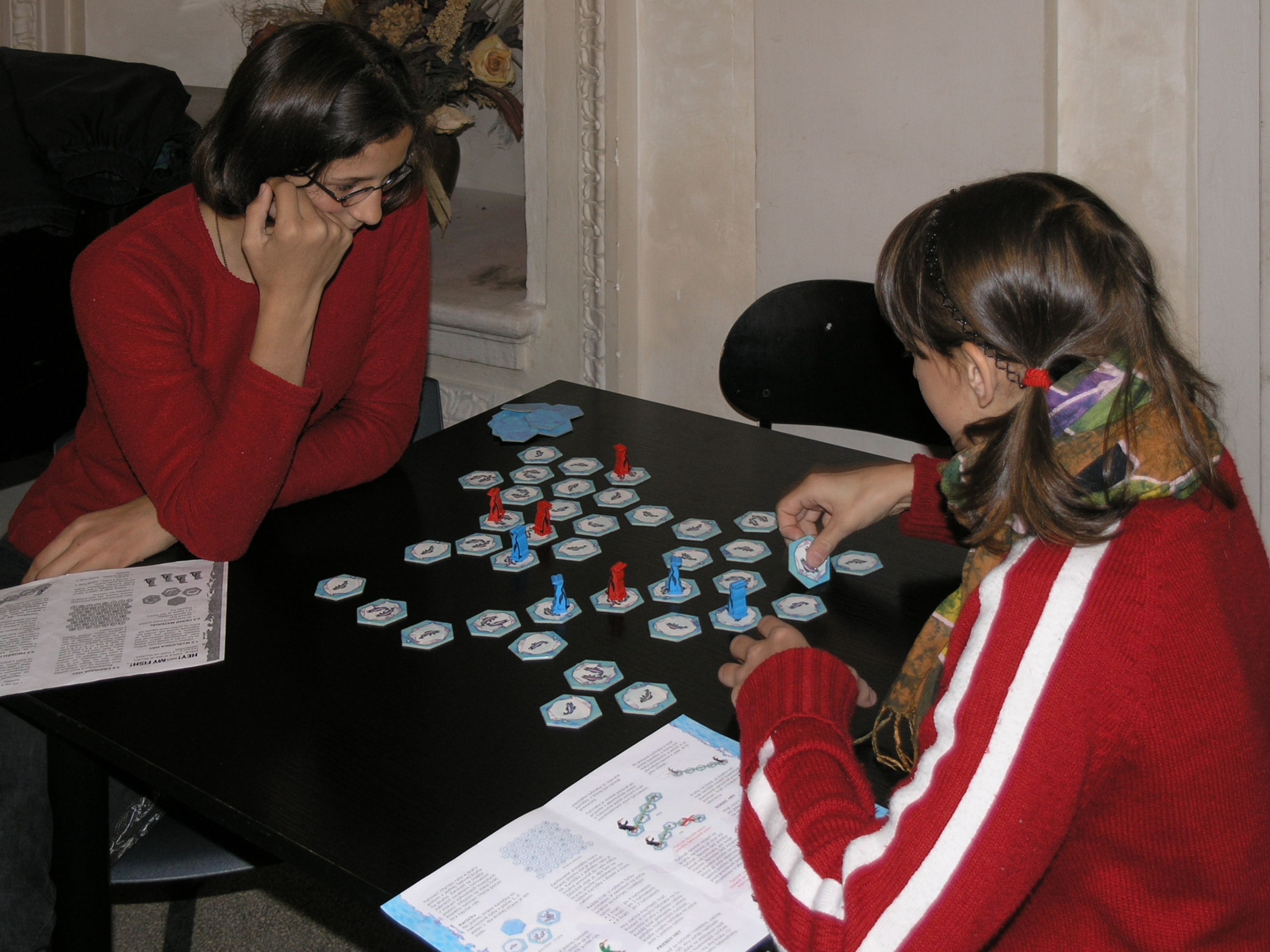
兩人在對弈企鵝棋

企鵝棋（Packeis am Pol），又名Hey! That's My Fish!，是Alvydas Jakeliunas、Günter Cornett於2003年推出的兩人到四人棋類。在Wii版名為Penguins & Friends 。

## 棋具
- 棋盤為六十片的六邊形棋片。每片繪有不等數量的魚：三條魚的有十片；兩條魚的有二十片；一條魚的有三十片。

- 棋子為木製的企鵝造型，以四色區分玩家。

## 規則
- 依玩家數分配棋子數。
  - 兩人：每方有四枚棋子。
  - 三人：每方有三枚棋子。
  - 四人：每方有二枚棋子。

- 遊戲開始前，把棋片亂混，然後以一列八片、一列七片交錯，排成共八列的棋盤。

- 玩家輪流布置己方棋子在只有一條魚的棋片上，一片只能放一枚棋子。布置完方可行棋。

- 每人每回合可動一枚己子朝六方向之一作直線移動到空棋片處，途中不得越子，不得跨過無棋片處。移動後，將原位的棋片取走作為分數。

- 當己方棋子皆無法移動時，必須跳過回合，讓其他玩家繼續。

- 當每方棋子皆無法移動時，將己方棋子下的棋片也拿取作分數，遊戲結束。計算每方擁有棋片上的魚總數，最多者勝。若魚數相等，則擁有棋片多者勝。若連魚數、棋片數都相等則平手[2]。

## 外部連結
- 遊戲介紹 （页面存档备份，存于）
- Wii版遊戲